# Оуті Йосітака
Оуті Йосітака (*大内 義隆, 18 грудня 1507 — 30 вересня 1551) — середньовічний японський військовий та політичний діяч періоду Муроматі, даймьо.

## Життєпис
Походив з самурайського роду Оуті. Син Оуті Йосіокі, даймьо в провінції Суо. Народився 1507 року. Здобув гарну освіту, спочатку в конфуціанському дусі. Замолоду став брати участь у військових походах батька. В 1522 Йосітака бився проти роду Амаго за владу над провінцією Акі. Відзначився при захопленні замку Сакурао. У січні 1528 роки після смерті свого батька став новим главою роду Оуті й даймьо. Продовжував військову діяльність свого батька. Укладає союз з кланом Морі.
У 1530 році Оуті Йоситака вів успішні військові дії на півночі острова Кюсю і здобув перемогу над родом Сьоні. У 1539 році отримав від сьогуната монополію на офіційну торгівлю з Китаєм, де тоді панувала династія Мін.
У 1540 році відновив боротьбу проти роду Амаго, а в 1541 році повністю підпорядкував своєї влади провінцію Акі. Того ж року спільно з Морі Мотонарі захоплює в Амаго землі в провінціях Ідзумо і Івамі. У 1542 році Еситака організував військовий похід на провінцію Ідзумо, що завершився повною поразкою у битві при замку Гассантода. 1543 року загинула велика частина його армії разом з прийомним сином Оуті Харумоті. Після цього Йосітака відмовився від амбіцій щодо розширення своїх володінь, присвятивши себе мистецтву і культурі. Багато приділяв часу вивченню релігії, зокрема неоконфуціанства, синтоїзму, буддизму. 1546 року Оуті організував низку лекції з неоконфуціанства, де особисто проповідував.
З 1549 року встановив контакти з європейськими місіонерами на чолі із Франциском Ксав'єром. Перша зустріч була невдалою, але вже 1550 року Ксав'єр привіз офіційного листа від португальського віце-короля Індії, де Йосітака йменувався «королем Японії». Це було схвально сприйнято за підтримки Йосітаки, який зацікавився новою для нього релігією, християнство почало поширюватися в володіннях клану Оуті. Спочатку було хрещено 500 представників місцевої знаті.
Його васали розділилися на дві групи. Перша група на чолі з Сагара Такето підтримувала нову політику свого даймьо, а друга — під орудою Суе Харуката виступала за продовження завоювань. 1550 року призначають тимчасовим кокусі провінції Ямашіро. З огляду на загрозу Кіото з боку даймьо Мійосі Токей переконав імператора Ґо-Нара прийняти план переселення імператорського двору до Ямагуті. Протягом нетривалого часу вдалося пересилити більшість сановників й придворної знаті, окрім самого імператора.
Але у вересні 1551 року Суе Харуката підняв повстання проти Оуті Йосітаки, який зрештою зазнав поразки й вимушений був накласти на себе руки в своїй резиденції Ямагуті. Слідом за цим Харуката оголосив очільником роду Оуті — Йосінагу, прийомного сина Оуті Йосітаки і брата даймьо Отомо Йосісіге, і став від його імені керувати володіннями роду Оуті.